# Amset

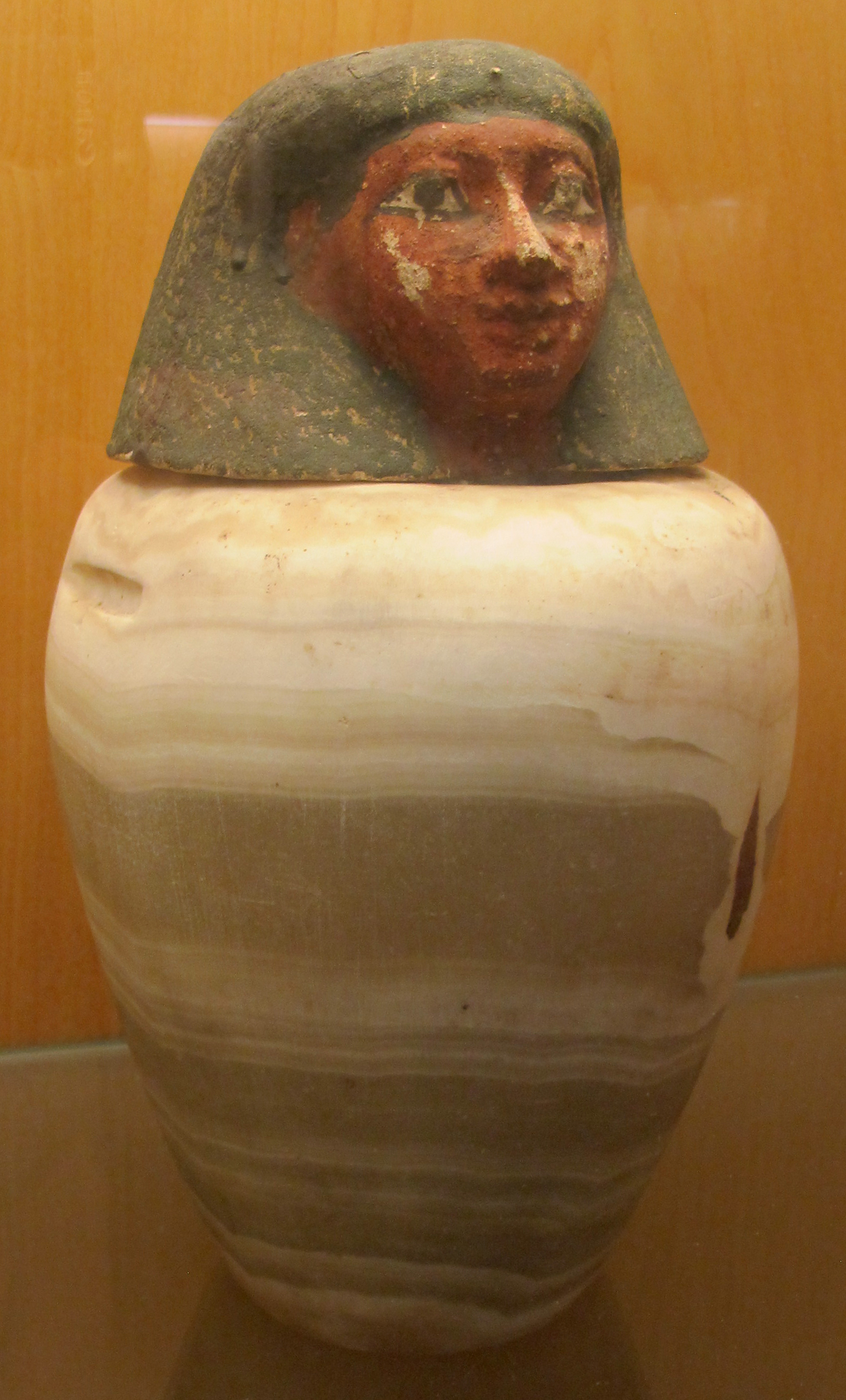
Representación de Amset en un vaso canopo.

En la mitología egipcia, Amset (también escrito Amsety, Imseti, Imset, Mesti, Mesta) es uno de los cuatro hijos de Horus: Amset, Hapi, Duamutef y Kebeshenuef; dioses custodios de las entrañas embalsamadas de las personas fallecidas y momificadas en el Antiguo Egipto.
Se le representaba con cabeza humana y figuraba en una de las tapas de los cuatro vasos canopos donde se guardaban las vísceras de los muertos
Amset guardaba el hígado; y estaba colocado al lado sur, mientras sus hermanos aparecían con cabezas de animales y dispuestos en sus respectivos puntos cardinales. Amset era el único que tenía forma humana.
| i | im · z | ti | i |

| i | im · z | ti | i |